# ویلیام بارنز (ورزشکار)
ویلیام بارنز (انگلیسی: William Barnes; ۵ مارس ۱۸۷۶ – ۱۶ دسامبر ۱۹۲۵) ورزشکار ورزش تیراندازی اهل کانادا بود.
وی در مسابقات کشوری و بین‌المللی در مجموع برندهٔ ۱ مدال نقره شده‌است.